# Лучия Керчова-Пъцан
Лучия Керчова-Пъцан е банатска българка, писателка и общественичка.

## Биография
Лучия Керчова-Пъцан е родена в Банат. Тя се изживява като една от най-видните личности в Демократичния съюз на българите в Румъния. Завършва гимназията в Тимишоара. След това следва българска филология в Букурещския университет, по-късно работи като журналистка в Букурещ. След дългогодишна журналистическа кариера в румънската столица започва да пише книги за историята на българите в Румъния.
През 2016 г. Лучия Керчова е номинирана за „българка на годината за 2016 г.“, заради усилията и постиженията си в показването на българщината в Румъния и издаването на ценни книги за българските места в Букурещ.
Лучия Керчова-Пъцан умира на 2 октомври 2019 г. в Букурещ.